# 벽화부인
벽화부인(碧花夫人, 484년~ ?)은 신라의 21대 왕 소지 마립간의 부인이다. 필사본 《화랑세기》에 따르면 23대 법흥왕의 후궁이 되기도 한다.

## 생애
벽화부인은 신라 날이군(捺已郡) 출신으로 484년에 태어났다.
《삼국사기》에 따르면 아버지는 파로(波路)이며, 《화랑세기》에는 어머니가 소지 마립간의 후비인 벽아부인(碧我夫人)이라고 나타난다. 500년 음력 9월에 소지 마립간이 날이군에 행차하였는데, 그때 파로가 당시 16세이던 딸 벽화를 왕에게 바쳤다. 소지 마립간은 이를 거부하고 왕궁으로 돌아왔으나, 후에 벽화가 떠올라 몇 차례 몰래 찾아가 사통하였다. 벽화를 몰래 찾아가던 어느날 도중에 어느 노파에게 현재 왕에 대한 평가를 물었는데, 노파는 왕이 왕궁 외부의 여인과 사통하면서 변복을 하고 드나든다고 하여 성인(聖人)이 아니라 비판하였다. 이에 부끄러워진 소지 마립간은 벽화를 몰래 왕궁으로 불러들여 별실에 거처하게 하였다. 벽화는 소지 마립간과의 사이에서 아들을 두었으나 이후 기록에 등장하지 않는다.
한편 현재 학계에서 위서 논란이 있는 필사본 《화랑세기》에 따르면, 벽화부인이 소지마립간의 총애를 받으면서, 그녀의 이부동모제(異父同母弟)인 위화랑(魏花郞) 또한 궁을 드나들며 총애를 받았다고 한다. 이후 벽화부인은 위화랑의 권유로 지증왕의 태자였던 원종(原宗, 후의 법흥왕)을 모시게 되었고, 딸 삼엽공주(三葉公主)를 낳았다. 그러나 법흥왕이 총애하던 오도부인(吾道夫人)이 위화랑과 사통하자 법흥왕은 노하여, 벽화를 비량공에 재가시켰다. 또한 벽화는 비량공에게 재가하기 이전에 이미 비량공과 화장실에서 사통하는 관계였으며, 그 사이에서 아들 구리지(仇梨知)를 낳았다고 한다.

## 가계
- 아버지 : 박파로(波路)
- 어머니 : 벽아부인(碧我夫人)(『화랑세기』에만 등장)
  - 남편 : 소지 마립간(炤知 麻立干, ? ~500, 재위:479~500)
    - 아들 : 이사부(異斯夫)